# Carlos de Sajonia
Carlos de Sajonia (Karl Christian Joseph Ignaz Eugen Franz Xaver von Polen und Sachsen, Dresde, 13 de julio de 1733-id. 16 de junio de 1796) fue un príncipe alemán de la casa de Wettin. Hijo del príncipe elector y rey Augusto III de Polonia y de su esposa, la archiduquesa María Josefa de Austria.

## Primeros años
Carlos nació en Dresde, hijo del elector y rey Augusto III de Polonia y de su esposa, la archiduquesa María Josefa de Austria (hija del emperador José I de Austria y de Guillermina Amalia de Brunswick-Luneburgo). Era el noveno hijo, pero el sexto superviviente. Debido a que tenía dos hermanos varones supervivientes mayores que él, estaba relativamente lejos de la sucesión sajona. Tenía catorce hermanos en total. Entre ellos se encontraban la futura reina española María Amalia, la futura electora bávara María Ana y María Josefa, que se casó con el heredero al trono francés Luis Fernando.
En los estudios de guerra recibió lecciones de Jakob von Eggers.
Inicialmente, siguió una carrera militar. Durante la Guerra de los Siete Años, Carlos luchó con Prusia como parte del ejército austríaco. Después huyó a Munich con gran parte de la familia real electoral.
En 1758 llegó a San Petersburgo y durante algún tiempo vivió en la corte de la emperatriz rusa Isabel Petrovna, luchando en las filas del ejército ruso en Zorndorf.

## Antecedentes de su elección como duque
Ernst Johann von Biron, duque de Curlandia y guardián del zar ruso Iván VI, era odiado por la aristocracia rusa a causa de sus extravagancias y su gobierno autocrático. Fue depuesto de la regencia y arrestado por la madre del zar Ana Leopóldovna en 1740. Pero ni siquiera Ana logró hacerse popular como regente. Cuando su primer ministro Burkhard Christoph von Münnich, que estaba a cargo de organizar la conspiración contra Biron, también se apartó de ella debido a diferencias políticas y personales, una camarilla de la corte en torno a la gran duquesa Isabel Petrovna (futura Isabel I de Rusia) tuvo éxito para deponer a la regente en 1741 y desterrar a Riga con su familia, incluyendo al pequeño zar.
Ana y su familia fueron encarcelados en la fortaleza de Dunamunde (actualmente en Riga) el 13 de diciembre del año siguiente, después de haber sido detenidos previamente en Riga, donde la nueva Emperatriz había decidido primero enviarlos a Brunswick.
Ahora, sin duda, la zarina Isabel dio su perdón a Biron. Sin embargo, por temor a que podría volver a regresar con un gran poder como el que había obtenido durante su reinado, ella se negó a devolverle sus antiguas dignidades y el Ducado de Curlandia. 
La cuestión de quién sería el nuevo duque permaneció estancada durante más de dieciséis años. Para ocupar la nueva jefatura del Ducado, que había estado vacante durante algún tiempo y administrado por Rusia, la caballería local reaccionó a la presión de Sajonia y Polonia eligiendo al hijo favorito del rey polaco, el Príncipe Carlos Cristián, en 1758 como el nuevo duque. El joven príncipe había viajado previamente a San Petersburgo, donde entró en el acuerdo de la zarina Isabel, confirmando estos planes por parte de ellos.
Su nombramiento, aprobado solo por decisión del Consejo del Senado de la Commonwealth polaco-lituana, provocó inicialmente la resistencia de la nobleza de Curlandia, principalmente porque temían que un duque católico hiciera retroceder su influencia en favor de la Szlachta católica polaca, pero esto no afectó la decisión de los Wettins, como resultado de lo cual, con la mediación del jefe de la Polangenskiy Mirbach, se celebró un acuerdo entre Carlos Cristián y los estados, que trataba principalmente de proteger al protestantismo de las inclinaciones católicas.
También, se intentó restringirle mediante una rendición electoral formulada contractualmente. Incluso antes de que estas negociaciones pudieran llegar a una conclusión, su padre lo nombró duque el 10 de noviembre de 1758 y lo refrendo formalmente el 8 de enero de 1759 con los ducados de Curlandia y Semiglalia. Carlos, que ahora solo había firmado una póliza de seguro muy general sobre cuestiones de religión y privilegios nobles, luego viajó a Curlandia e hizo una entrada solemne en la sede real de Mitau el 29 de marzo de ese último año. Aunque de acuerdo con las leyes básicas de Curlandia, el duque tenía que ser de la denominación protestante (Augsburgo), el príncipe Carlos era Católico. Después de que el parlamento de Curlandia y las fincas se encontraran, su esperanza de arrebatarle a Carlos una declaración a su favor no se cumplió. En consecuencia, muchos aristócratas se negaron a rendir homenaje al duque el 3 de noviembre de 1759 y, en cambio, presentaron protestas en Varsovia y San Petersburgo.

## Reinado
El animado duque pronto instaló una espléndida corte en el Palacio de Jelgava, construido por su predecesor, y entretuvo a la nobleza con festivales y cacerías cortesanas, lo que le permitió aumentar su número de seguidores. También asumió el liderazgo de la entonces floreciente Orden Masónica en Polonia y así se aseguró la aprobación de muchos nobles que eran caballeros de la orden. Por el contrario, dejó los asuntos domésticos a su maestro de la corte Otto Christopher von der Howen.
Su matrimonio morganatico hizo que tuviera frecuentes enfrentamientos con los dueños de las fincas, decidiendo arbitrariamente cuestiones sobre judíos, acuñación, etc, además de acercarse a él, además de los nobles, a las personas de conocimientos y de otras clases.
La política de Carlos en Curlandia fue principalmente pro-sajona y tenía como objetivo fundamental asegurar el apoyo de Rusia en la protección de las posesiones de su padre y, sobre todo, para proteger la frontera oriental de Polonia.

## Abdicación forzosa y últimos años
Inicialmente, disfrutó del apoyo de la corte rusa. Sin embargo, en 1762, la muerte de la emperatriz Isabel y el ascenso de Pedro III, posteriormente en julio de ese año, la zarina Catalina II, que siempre había tenido una actitud negativa hacia el duque Carlos debido a su falta de interés en la educación intelectual, ascendió al trono después de un golpe de Estado a su esposo, rehabilitó por completo a Biron. Hizo que lo llevaran a Mitau, convocó un parlamento estatal a su favor y ejerció una presión diplomática considerable sobre el Electorado de Sajonia para que lo reinstalara en su antiguo cargo de duque. El padre de Carlos, Augusto III, el cual ya estaba enfermo, aceptó el destino de su hijo y le negó su apoyo, cediendo finalmente a la demanda a pesar de las protestas, no solo por su salud en declive sino también como consecuencia de la Guerra de los Siete Años. Uno de sus oficiales en la resistencia militar contra los rusos fue el futuro atacante Simon Kossakowski.
Para recompensar a Carlos Cristián, se propuso secularizar a su favor los obispados de Hildesheim y Paderborn, así como la ciudad de Erfurt, a lo que él, sin embargo, no estuvo de acuerdo. Al regresar después de visitar brevemente a su tierra natal, el príncipe encontró tropas rusas en Curlandia. En diciembre de 1762, Carlos Cristián con 40 nobles polacos fue asediado por las tropas rusas en su palacio de Mitava, recibiendo solo en secreto las cosas más necesarias de la ciudad. Biron entró en Mitava en febrero de 1763. El príncipe se sentó durante otros dos meses en su castillo, sin aceptar abdicar, hasta que recibió una orden de su padre de abandonar Curlandia. Al no recibir el apoyo necesario de la Commonwealth y el ejército sajón, Carlos se vio obligado a renunciar al ducado y regresó a Sajonia.
Sus esperanzas de recuperar Curlandia se disiparon después de la muerte de su padre poco después, aunque posteriormente tuvo lugar la pérdida y posterior renuncia de dicha corona para los electores sajones.
En 1768, Carlos Cristián participó en la Confederación de Abogados, con la esperanza, con la ayuda de la nobleza polaca, de restaurarse él mismo al trono de Curlandia y Semigalia y apoderarse de la corona polaca. En 1771, incluso se desarrolló un plan no realizado para devolver al príncipe a la Commonwealth polaco-lituana, a fin de que dirigiera las fuerzas de la confederación, pero todos los intentos de devolverle el ducado fueron en vano.
Carlos pudo retener su título de duque hasta su muerte. Vivió aislado en el Palacio Curlandia que lleva su nombre en Dresde o en su residencia de verano en el Castillo de Elsterwerda, pero continuó cazando en la llanura de Annaburg.
Murió en 1796 a la edad de 62 años, menos de dos meses después que su esposa.

## Matrimonio secreto e hija
Carlos se casó en secreto con la condesa Francisca Corvin-Krasinska (hija del Conde Estanislao de Corvin-Krasinski) el 21 de marzo de 1760 en Varsovia. Debido a que Francisca provenía de la nobleza polaca simple y no pertenecía a una dinastía gobernante o familia real, el matrimonio fue poco ético y morganático.  Sin embargo, debido a la persistencia y a instancias de Carlos y la corte sajona, en junio de 1775 el emperador José II le concedió el título de princesa, lo que evitaba una reducción de rango de sus descendientes.
Los dos tenían una sola hija juntos:
- María Cristina de Sajonia (7 de diciembre de 1779-24 de noviembre de 1851), casada en 1797 con el príncipe Carlos Manuel de Saboya-Carignano, después de su muerte, nuevamente se casó en 1816 con Julio Maximiliano Thibaut, Príncipe de Montléart.

Gracias al primer matrimonio de su hija, Carlos se convirtió en un antepasado de la familia real italiana.

## Galería

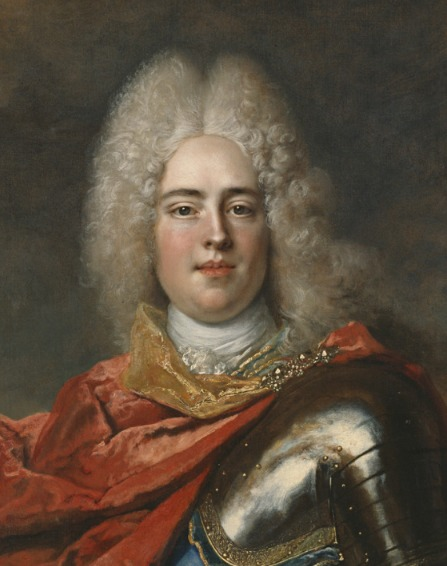
Augusto III de Polonia, padre de Carlos.
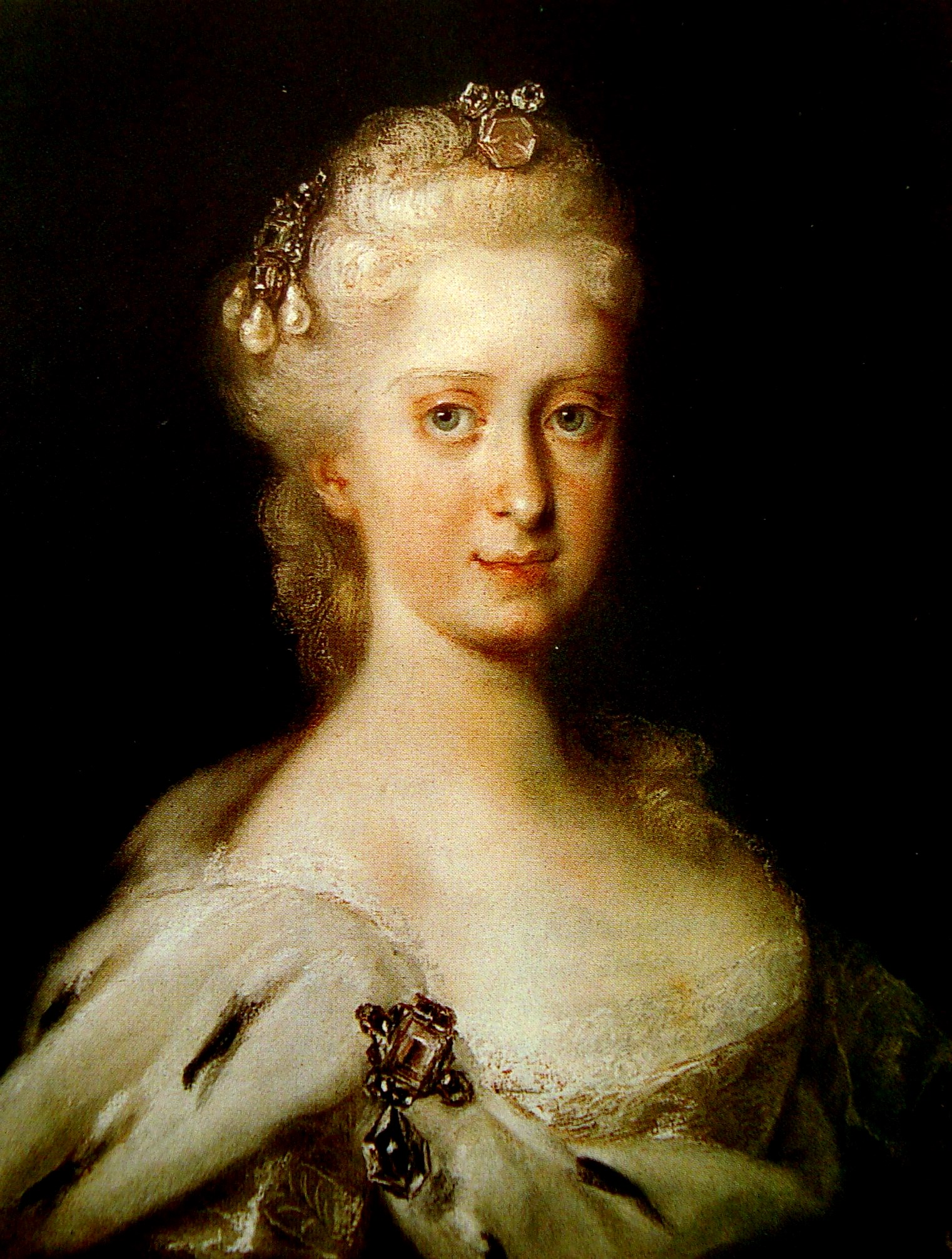
María Josefa de Austria, madre de Carlos.
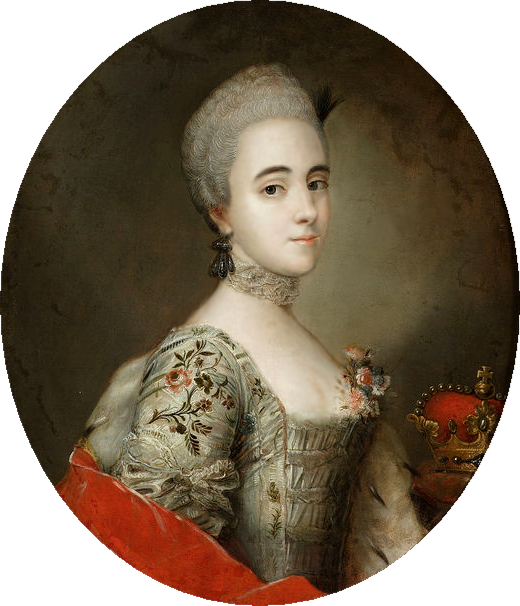
Francisca Corvin-Krasinska, esposa de Carlos.
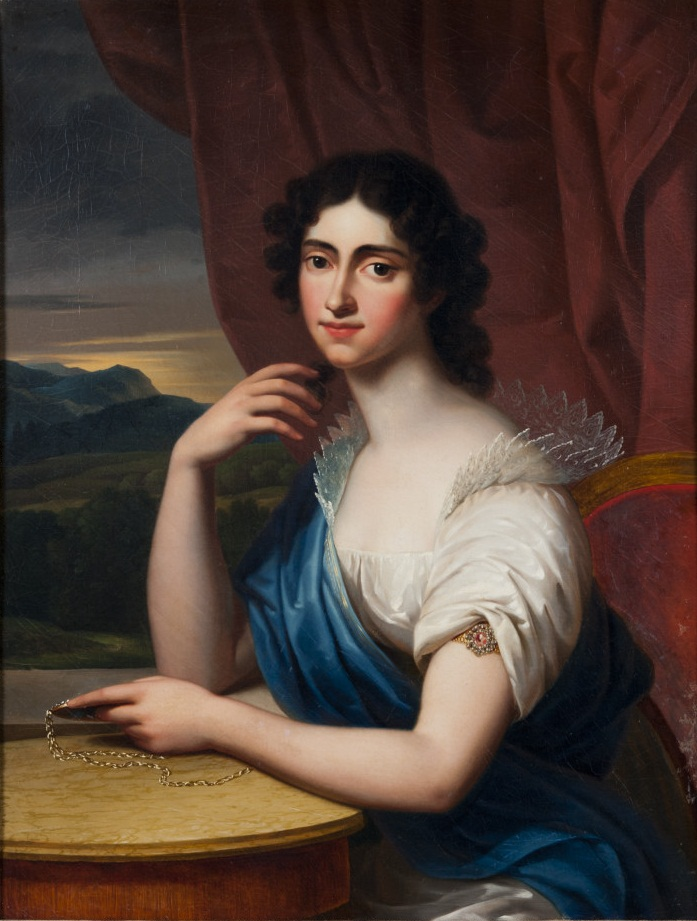
María Cristina de Sajonia, única hija de Carlos y Francisca.
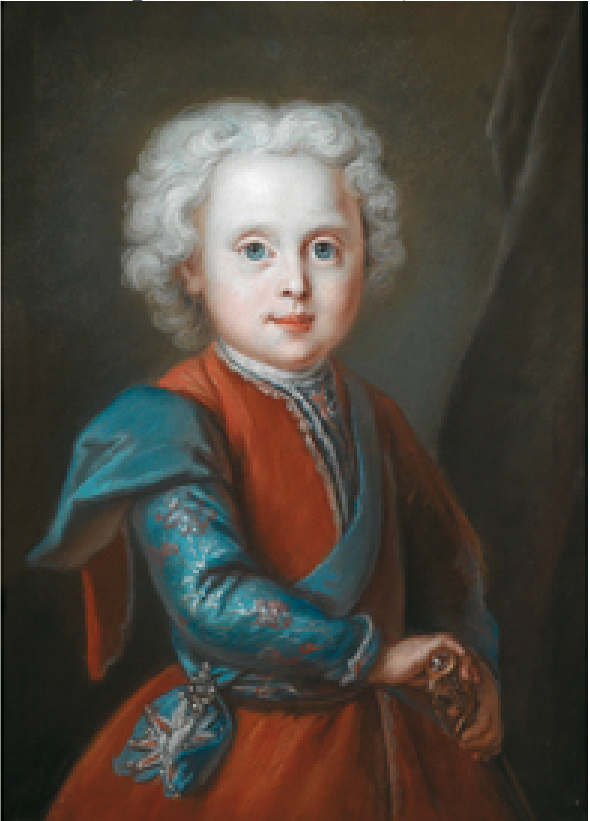
Carlos de Sajonia, niño.